# Neoscaptia fasciconitens
Neoscaptia fasciconitens là một loài bướm đêm thuộc phân họ Arctiinae, họ Erebidae.